# Claudio Michelotto
Claudio Michelotto (Trento, 31 ottobre 1942 – Trento, 27 maggio 2025) è stato un ciclista su strada italiano, professionista dal 1966 al 1973. Vinse la Tirreno-Adriatico 1968 e la Milano-Torino 1969.

## Carriera
Passato professionista nel 1966, dopo alcune importanti vittorie fra i dilettanti, nel 1968 riuscì ad imporsi alla Tirreno-Adriatico e alla Coppa Agostoni. L'anno successivo, il migliore per risultati ottenuti, si impose al Trofeo Laigueglia, alla Milano-Torino e nella generale del Giro di Sardegna; al Giro d'Italia vinse una tappa, la classifica scalatori e concluse secondo in classifica generale alle spalle di Felice Gimondi.
In totale partecipò sette volte al Giro d'Italia, tre volte al Tour de France e due alla Vuelta a España, senza però ottenere risultati importanti.
Al Giro indossò anche la maglia rosa per dieci giorni nel 1971, ma uscì poi dalla classifica in seguito a una crisi sul passo Pordoi.
Il 27 maggio 2025 è morto all'età di 82 anni.

## Palmarès
- 1963 (dilettanti)

Coppa Regole Spinale e Manez
- 1964 (dilettanti)

Gran Premio Ezio del Rosso
- 1965 (dilettanti)

Giro delle Antiche Romagne
Coppa Mobilio Ponsacco
Gran Premio Calzifici e Calzaturifici Stabbiesi
- 1968 (Max Meyer, due vittorie)

Classifica generale Tirreno-Adriatico
Coppa Agostoni
- 1969 (Max Meyer, quattro vittorie)

Trofeo Laigueglia
Classifica generale Giro di Sardegna
Milano-Torino
21ª tappa Giro d'Italia (Rocca Pietore > Cavalese)
- 1971 (Scic, una vittoria)

Giro di Campania
- 1972 (G.B.C., una vittoria)

4ª tappa Tour de Suisse (Gstaad > Mörel)

### Altri successi
- 1968 (Max Meyer)

Castiglione del Lago
- 1969 (Max Meyer)

Classifica scalatori Giro d'Italia

## Piazzamenti

### Grandi Giri
- Giro d'Italia

1967: 26º
1968: 20º
1969: 2º
1970: 31º
1971: ritirato
1972: 62º
1973: 56º
- Tour de France

1967: 61º
1970: ritirato
1971: ritirato
- Vuelta a España

1969: 43º
1972: 48º

### Classiche monumento
- Milano-Sanremo

1967: 90º
1968: 101º
1971: 38º
1972: 85º
1973: 48º
- Giro di Lombardia

1968: 25º

### Competizioni mondiali
- Campionati del mondo

Gap 1972 - In linea: ritirato